# Ship Cone
Der Ship Cone ist ein kegelförmiger Berg im ostantarktischen Viktorialand. In den Allan Hills ragt er 1,5 km südlich des Townrow Peak aus dem Tilman Ridge auf.
Erkundet wurde er 1964 von einer Mannschaft, die im Rahmen des New Zealand Antarctic Research Programme in den Allan Hills tätig war. Diese benannte ihn nach einem entsprechenden Berggipfel in den neuseeländischen Hokonui Hills.